# Kiên Rịnh
Kiên Rịnh (sinh năm 1964) là một tướng lĩnh Công an nhân dân Việt Nam, cấp bậc Thiếu tướng, và là chính trị gia người Việt Nam. Ông hiện giữ chức vụ Phó Giám đốc Công an tỉnh Trà Vinh. Ông nguyên là Phó Cục trưởng Cục Đối ngoại, Bộ Công an (Việt Nam), Ủy viên Ban chấp hành Đảng bộ tỉnh Trà Vinh khóa X, đại biểu Hội đồng nhân dân tỉnh Trà Vinh khóa IX (2016-2021).

## Xuất thân
Thiếu tướng Kiên Rịnh sinh ngày 5 tháng 11 năm 1964, quê quán tại xã Tập Ngãi, huyện Tiểu Cần, tỉnh Trà Vinh. Ông là người dân tộc Khmer.

## Giáo dục
- Trung học y tế
- Cao cấp lí luận chính trị
- Thạc sĩ chuyên ngành Điều tra tội phạm xâm phạm An ninh quốc gia.[1]
- Tiến sĩ.[2]

## Sự nghiệp
Kiên Rịnh là đảng viên Đảng Cộng sản Việt Nam.
Ông từng giữ chức vụ Phó Trưởng Công an huyện Tiểu Cần.
Tháng 4 năm 2010, ông là Thượng tá, Phó Giám đốc Công an tỉnh Trà Vinh.
Năm 2016, ông trúng cử đại biểu Hội đồng nhân dân tỉnh Trà Vinh khóa IX nhiệm kỳ 2016-2021.
Trước tháng 10 năm 2019, ông là Đại tá, Tỉnh ủy viên, Phó Giám đốc Công an tỉnh Trà Vinh.
Từ tháng 10 năm 2019, Đại tá Kiên Rịnh được Bộ trưởng Bộ Công an bổ nhiệm giữ chức vụ Phó Cục trưởng Cục Đối ngoại, Bộ Công an (Việt Nam).
Sau đó ít tháng, trước tháng 11 năm 2019, ông được Chủ tịch nước Cộng hòa xã hội chủ nghĩa Việt Nam Nguyễn Phú Trọng phong quân hàm Thiếu tướng Công an nhân dân Việt Nam.
Ngày 21 tháng 1 năm 2021, Bộ trưởng Bộ Công an, Đại tướng Tô Lâm đã có quyết định điều động Thiếu tướng, Tiến sĩ Kiên Rịnh, Phó Cục trưởng Cục Đối ngoại, Bộ Công an (Việt Nam) đến nhận công tác và giữ chức vụ Phó Giám đốc Công an tỉnh Trà Vinh.

## Lịch sử thụ phong quân hàm
| Năm thụ phong | –      | 2019        |
| ------------- | ------ | ----------- |
| Quân hàm      |        |             |
| Cấp bậc       | Đại tá | Thiếu tướng |